# LPGA Tour 1953
Navigation
Édition précédente Édition suivante
Le LPGA Tour 1953 est la quatrième édition du Ladies Professional Golf Association Tour (LPGA), circuit professionnel féminin de golf, qui se déroule du 15 janvier 1953 au 18 octobre 1953 exclusivement aux États-Unis. Cette quatrième édition de ce circuit permet de proposer un certain nombre de tournois professionnels destinés aux femmes en dehors des compétitions amateurs. La volonté de la professionnalisation des golfeuses leur permet désormais de gagner de l'argent en jouant au golf.
Cette saison comporte vingt-cinq tournois, soit un de plus qu'en 1952, auxquels sont insérées des dotations financières en fonction du résultat de la golfeuse. Trois de ces tournois, comme l'édition précédente, sont considérés comme « tournoi majeur » - le Championnat Titleholders, le Western Open et l'Open américain - et sont considérés comme les plus prestigieux et difficiles à remporter.
Après les victoires des Américaines Babe Zaharias (1950 et 1951) et Betsy Rawls (1952), une troisième Américaine inscrit son nom au palmarès : Louise Suggs. Elle termine première au tableau des gains avec 19 816 $ et en remportant un tournoi majeur au cours de la saison : le Western Open. Les deux autres tournois majeurs, le Championnat Titleholders et l'Open américain, ont été remportés respectivement par les professionnelles Patty Berg et Betsy Rawls.
Au côté du classement des gains, un nouveau trophée apparaît avec l'instauration du « Trophée Vare » en hommage à la championne Glenna Vare, multiple vainqueur du Championnat amateur des États-Unis des années 1920 et 1930. Ce trophée vise à récompenser la golfeuse ayant la moyenne de score la plus basse de la saison. Sa première lauréate est Patty Berg.

## Histoire
Pour l'organisation de cette quatrième édition, tous les tournois se disputent aux États-Unis par des golfeuses principalement américaines professionnelles et amateures. Le calendrier établi fait débuter la saison en Floride comme les trois précédentes éditions. Il ouvre sa saison par l'Open de Tampa avec la victoire de Louise Suggs. Au cours de cette saison, tous les tournois ont été remportés par des golfeuses professionnelles.
Avec neuf tournois remportés, l'Américaine Louise Suggs termine première au tableau des gains avec 19 816 $ remportant notamment un tournoi majeur au cours de la saison : le Western Open. Les deux autres tournois majeurs, le Championnat Titleholders et l'Open américain ont été remportés respectivement par les professionnelles Patty Berg et Betsy Rawls. Au cours de la saison, Berg a remporté sept tournois, Rawls quatre tournois et Babe Zaharias se contenter que de deux succès comme Jackie Pung.

## Participantes à la saison LPGA 1953
Les participantes ont deux statuts. Certaines sont devenues professionnelles, et pour certaines avant la création de ce circuit, mais de nombreuses amateures prennent également part aux tournois sans toutefois pouvoir recevoir le montant des gains en raison de leur statut.
| Participantes    | Participantes    | Participantes    | Participantes    | Participantes    |
| Professionnelles | Professionnelles | Professionnelles | Professionnelles | Professionnelles |
| ---------------- | ---------------- | ---------------- | ---------------- | ---------------- |
| Patty Berg       | Marlene Hagge    | Beverly Hanson   | Betty Jameson    | Jackie Pung      |
| Betsy Rawls      | Louise Suggs     | Babe Zaharias    |                  |                  |
| Amateures        |                  |                  |                  |                  |
| Carol Bowman     | Mary Lena Faulk  | Polly Riley      |                  |                  |

## Calendrier de la saison 1953
L'édition 1953 se déroule du 15 janvier 1953 au 18 octobre 1953. La tableau suivant présente tous les tournois programmés pour la saison 1953. Les chiffres entre parenthèses correspondent au nombre de victoires remportées au moment de la victoire de la golfeuse audit tournoi remporté. Il est à noter que tous les tournois considérés comme tournois majeurs sont reconnus comme victoires officielles au palmarès du LPGA et ajoutés au palmarès des golfeuses, même avant sa création en 1950. Les tournois majeurs sont indiqués en gras.
| Date       | Tournoi                                | Catégorie      | Dotation (US$) | Vainqueur individuelle            |
| ---------- | -------------------------------------- | -------------- | -------------- | --------------------------------- |
| 18/01/1953 | Open de Tampa, Floride                 |                | 5 000 $        | Louise Suggs (16)                 |
| 08/02/1953 | Open de Serbin Miami Beach, Floride    |                | 5 000 $        | Betty Jameson (8)                 |
| 14/02/1953 | Boca Raton Weathervane, Floride        |                | 3 000 $        | Beverly Hanson (3)                |
| 01/03/1953 | Open de Sarasota, Floride              |                | 3 517 $        | Babe Zaharias (33)                |
| 08/03/1953 | Open de Jacksonville, Floride          |                |                | Patty Berg (25)                   |
| 15/03/1953 | Championnat Titleholders, Géorgie      | Tournoi majeur | 2 200 $        | Patty Berg (26)                   |
| 22/03/1953 | Open de Betsy Rawls, Caroline du Sud   |                | 3 500 $        | Louise Suggs (17)                 |
| 29/03/1953 | Open de New Orleans, Louisiane         |                | 3 500 $        | Patty Berg (27)                   |
| 05/04/1953 | Open de Babe Zaharias, Texas           |                |                | Babe Zaharias (34)                |
| 12/04/1953 | Phoenix Weathervane, Arizona           |                | 3 000 $        | Patty Berg (28) Louise Suggs (18) |
| 16/04/1953 | Open de Palm Springs, Californie       |                | 3 000 $        | Jackie Pung (1)                   |
| 19/04/1953 | Open de San Diego, Californie          |                | 3 500 $        | Louise Suggs (19)                 |
| 26/04/1953 | Open de Bakersfield, Californie        |                | 3 500 $        | Louise Suggs (20)                 |
| 03/05/1953 | San Francisco Weathervane, Californie  |                | 3 000 $        | Louise Suggs (21)                 |
| 10/05/1953 | Open de Barbara Romack, Californie     |                | 3 236 $        | Betsy Rawls (11)                  |
| 17/05/1953 | Open de Reno, Californie               |                | 3 500 $        | Patty Berg (29)                   |
| 31/05/1953 | Philadelphia Weathervane, Pennsylvanie |                | 3 000 $        | Louise Suggs (22)                 |
| 31/05/1953 | 144 Hole Weathervane, Divers           |                | 5 000 $        | Louise Suggs (23)                 |
| 07/06/1953 | Eastern Open, Pennsylvanie             |                | 5 000 $        | Betsy Rawls (12)                  |
| 20/06/1953 | Western Open, Géorgie                  | Tournoi majeur | 1 000 $        | Louise Suggs (24)                 |
| 28/06/1953 | Open américain, New York               | Tournoi majeur | 7 500 $        | Betsy Rawls (13)                  |
| 05/07/1953 | Triangle Round Robin, New Jersey       |                | 7 500 $        | Jackie Pung (2)                   |
| 03/08/1952 | All American Open, Illinois            |                |                | Patty Berg (30)                   |
| 17/08/1952 | World Championship, Illinois           |                | 12 000 $       | Patty Berg (31)                   |
| 18/10/1953 | Open de Fort Worth, Texas              |                | 1 500 $        | Betsy Rawls (14)                  |

## Classements saison 1953

### Tableau des gains («Money list»)
Le tableau ci-dessous est le classement des golfeuses par gains obtenus sur cette saison 1953. Le classement par gains est remporté par Louise Suggs avec 19 816 $ remportés.
| Cla. | Golfeuses    | Gains    | Victoires |
| ---- | ------------ | -------- | --------- |
| 1    | Louise Suggs | 19 816 $ | 9         |

### Trophée Vare («Vare Trophy»)
Le tableau ci-dessous est le classement des golfeuses par scores les plus bas sur cette saison 1953.
| Cla. | Golfeuses  | Moyenne |
| ---- | ---------- | ------- |
| 1    | Patty Berg | 75,00   |